# Mosynèques
 (juillet 2021).
Les Mosynèques, en grec Μοσσύνοικοι, sont d'anciennes populations du pays du Pont, en Anatolie orientale, sur la côte Sud-Est du Pont-Euxin, dans le voisinage des Chalybes et des Tibarènes, près des colonies grecques de Nikopolis et de Kérassos. 
Leur nom grec est formé de mosyn « tour », et oikos « maison » en référence aux tours de bois qu'ils habitaient dans la forêt pontique, et du haut desquelles ils tiraient des flèches sur les intrus. Ils se livraient parfois au brigandage contre les passants et se combattaient aussi entre eux.

## Sources
1. ↑  Hérodote, livre 3 ; Xénophon, Anabase ; S. Brennan, (en) « Did the Mossynoikoi whistle? A consideration of the distance between poleis in the Black Sea Mountains given at Anabasis » in : Greece & Rome vol. 63, 2016, pp. 91-105, DOI 10.1017/S0017383515000261.

« Mosynèques », dans Pierre Larousse, Grand dictionnaire universel du XIXe siècle, Paris, Administration du grand dictionnaire universel, 15 vol., 1863-1890 [détail des éditions].